# ディアッソネマ・ムクングイ
ディアッソネマ・ムクングイ（Diassonema Mucungui、1996年6月6日 - ）は、アンゴラの柔道家。2011年から柔道を始め、最初はルアンダでトレーニングをしていた。2019年からはオリンピックソリダリティ奨学生となり、フランスのルーアンにあるノルマンディースポーツセンターでトレーニングをしている。2021年の東京オリンピックの女子57kg級に出場した。

## 主な戦績
| 年   | 大会                   | 開催地         | 種目   | 結果          | 備考 |
| ---- | ---------------------- | -------------- | ------ | ------------- | ---- |
| 2017 | アフリカ柔道選手権大会 | アンタナナリボ | 57kg級 | 3位           |      |
| 2017 | 世界柔道選手権大会     | ブダペスト     | 57kg級 | 1回戦敗退     |      |
| 2018 | アフリカ柔道選手権大会 | チュニス       | 57kg級 | 1回戦敗退     |      |
| 2019 | アフリカ柔道選手権大会 | ケープタウン   | 57kg級 | 3位           |      |
| 2019 | アフリカ競技大会       | ラバト         | 57kg級 | 3位           |      |
| 2019 | 世界柔道選手権大会     | 東京           | 57kg級 | 2回戦敗退     |      |
| 2020 | アフリカ柔道選手権大会 | アンタナナリボ | 57kg級 | 優勝          |      |
| 2021 | アフリカ柔道選手権大会 | ダカール       | 57kg級 | 3位決定戦敗退 |      |
| 2021 | オリンピック           | 東京           | 57kg級 | 1回戦敗退     |      |
| 2022 | アフリカ柔道選手権大会 | オラン         | 57kg級 | 2回戦敗退     |      |
| 2023 | 世界柔道選手権大会     | ドーハ         | 63kg級 | 2回戦敗退     |      |